# Cystoisospora
Cystoisospora ist eine Gattung parasitischer Einzeller. Die reife Oozyste enthält zwei Sporozysten mit je vier Sporozoiten. Die Gattung wurde aufgrund des Fehlens eines Stieda-Körpers in der Oozyste von der Gattung Isospora abgegrenzt, der erste Teil des binären Artnamens lautete früher also Isospora. Typspezies ist Cystoisospora felis. Tiermedizinisch bedeutsam sind sie als Auslöser der Kokzidiose der Hunde und der Katzen sowie der Cystoisosporose der Schweine, welche Durchfälle bei Jungtieren verursachen können.

## Lebenszyklus
Die meisten Cystoisospora-Arten befallen den Dünndarm von Hunden und Katzen, C. belli wurde im Darm immunsupprimierter Menschen nachgewiesen. Jungtiere stecken sich durch die Aufnahme sporulierter Oocysten aus der Umgebung an. Im Dünndarm werden die beweglichen, bananenförmigen Sporozoiten freigesetzt und dringen in die Enterozyten (Darmepithelzellen) ein. Dort wachsen sie zu Trophozoiten heran. Diese teilen sich und können Schizonten bilden. Diese ungeschlechtliche Fortpflanzung nennt man Schizogonie. Sie führt zum Platzen der Enterozyten, wodurch Merozoiten freigesetzt werden und benachbarte Darmepithelzellen befallen. Dies wiederholt sich 2- bis 3-mal (maximal 5-mal). Nach der Schizogonie werden einige Merozoiten zu Telomerozoiten und es beginnt die geschlechtliche Fortpflanzung (Gametogonie). Es entstehen männliche Mikrogamete und weibliche Makrogamete. Letztere werden von den Mikrogameten befruchtet. Es entsteht eine Zygote mit einer doppellagigen äußeren Wand. Die unsporulierte Oozyste ist etwa 50 × 30 µm groß und wird mit dem Kot ausgeschieden und sporuliert bei guten äußeren Bedingungen binnen weniger Tage in der Außenwelt. Es differenzieren sich zwei Sporoblasten und aus diesen die Sporozysten. Die reife Oozyste ist das infektiöse Stadium. Die Präpatenz beträgt ein bis zwei Wochen, die Patenz, also die Dauer der Ausscheidung, zwei bis vier Wochen.
Im Gegensatz zu anderen Kokzidien können Entwicklungsstadien außerhalb des Darms in Milz, Leber und Lymphknoten auftreten. Von dort können sie erneut in die Darmschleimhaut eindringen und Krankheitserscheinungen hervorrufen. Nagetiere können Oozysten von Hunden und Katzen aufnehmen und sich mit den ungeschlechtlichen Stadien infizieren und damit als Reservoirwirte dienen.

## Arten
- Cystoisospora belli → Vorkommen beim Menschen und anderen Primaten[4]
- Cystoisospora burrowski → Kokzidiose der Hunde
- Cystoisospora canis → Kokzidiose der Hunde
- Cystoisospora felis Wenyon, 1923 → Kokzidiose der Katzen
- Cystoisospora fennechi → Vorkommen bei Füchsen[5]
- Cystoisospora ohioensis → Kokzidiose der Hunde
- Cystoisospora rastegaievae → Vorkommen bei Igeln[6][7]
- Cystoisospora rivolta → Kokzidiose der Katzen
- Cystoisospora suis → Cystoisosporose der Schweine[8]
- Cystoisospora timoni → Vorkommen bei Mangusten[9]
- Cystoisospora vulpina  → Vorkommen bei Füchsen[5]
- Cystoisospora yuensis → Vorkommen bei Igeln[6]